# 笹垢離
笹垢離（ささごり）は、静岡県富士市大淵に位置する大宮・村山口登山道の施設跡。

## 概要
「笹垢離」や「瀧本」と呼ばれた、大宮・村山口登山道の経由地の1つである。学術調査から静岡県富士市大淵の地点が笹垢離跡と評価されている。標高は1,865mに位置する。

## 歴史

### 登山記より
羽倉簡堂『東游日歴』（1827年登山）には以下のようにある。
中宮八幡堂から笹垢離まで二里とし、笹垢離には役行者の祠があるとしている。そして笹垢離から半里の距離で御室大日堂（一の木戸）に着くとしている。
原得斎『富嶽行記』（1828年登山）には以下のようにある。
このように、中宮八幡堂以降の重要な経由地であった。

### 絵図より
「富士山禅定図」（18世紀後半成立、各版元）や「富士山表口絵図」（1758年以降成立）には「タキ本」とある。「富士山社堂行所図」（1758年以降成立）や「天保国絵図駿河国」（1838年成立）には「瀧本不動」とある。また「駿河国富士山表口全図」には「笹ゴリ」とある。
以降、明治時代の登山記や登山案内図に確認される。